# Angoustrine-Villeneuve-des-Escaldes
Pour les articles homonymes, voir Angoustrine et Villeneuve.
Angoustrine-Villeneuve-des-Escaldes  (catalan : Angostrina i Vilanova de les Escaldes) est une commune française située dans le sud-ouest du département des Pyrénées-Orientales, en région Occitanie. Sur le plan historique et culturel, la commune est dans la Cerdagne, une haute plaine à une altitude moyenne de 1 200 m d'altitude, qui s'étend d'est en ouest sur une quarantaine de kilomètres entre Mont-Louis et Bourg-Madame.
Exposée à un climat de montagne, elle est drainée par la Têt, le Riu de Querol, le Riu Rahur, la Ribereta, le rec del Mesclant d'Aigües, le Rec del Tudo, le Rec de Puig Peric, le Rieral dels Estanyets et par divers autres petits cours d'eau. Incluse dans le parc naturel régional des Pyrénées catalanes, la commune possède un patrimoine naturel remarquable : un site Natura 2000 (« Capcir, Carlit et Campcardos »), un espace protégé (les « Rivières la Carança, la Tet et de Maureillas ») et dix-sept zones naturelles d'intérêt écologique, faunistique et floristique.
Angoustrine-Villeneuve-des-Escaldes est une commune rurale qui compte 548 habitants en 2022, après avoir connu une forte hausse de la population depuis 1968. Ses habitants sont appelés les Angoustrinois ou  Angoustrinoises.

## Géographie

### Localisation
La commune d'Angoustrine-Villeneuve-des-Escaldes se trouve dans le département des Pyrénées-Orientales, en région Occitanie.
Elle se situe à 81 km à vol d'oiseau de Perpignan, préfecture du département, et à 41 km de Prades, sous-préfecture.
Les communes les plus proches sont : 
Dorres (1,4 km), Ur (2,2 km), Enveitg (3,7 km), Estavar (3,7 km), Targasonne (4,4 km), Bourg-Madame (4,9 km), Latour-de-Carol (5,4 km), Égat (5,8 km).
Sur le plan historique et culturel, Angoustrine-Villeneuve-des-Escaldes fait partie de la région de la Cerdagne, une haute plaine à une altitude moyenne de 1 200 m d'altitude, qui s'étend d'est en ouest sur une quarantaine de kilomètres entre Mont-Louis et Bourg-Madame.
| Mérens-les-Vals (Ariège) | Orlu (Ariège)                       | Formiguères, Les Angles            |
| Porté-Puymorens, Dorres  | Angoustrine-Villeneuve-des-Escaldes | Bolquère                           |
| Ur                       | Llívia (enclave d'Espagne)          | Font-Romeu-Odeillo-Via, Targasonne |

Situation de la commune (en vert) relativement au département.
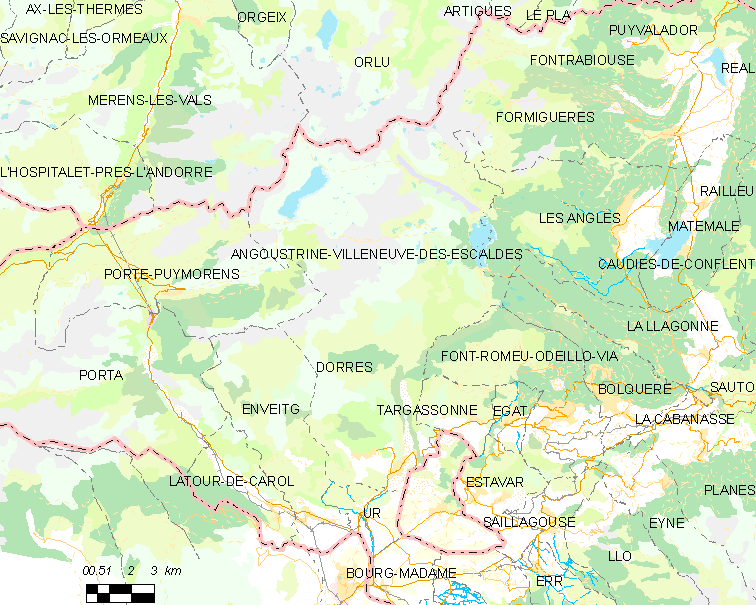
Situation de la commune.

### Paysages et relief
La superficie de la commune est de 8 787 hectares. L'altitude varie entre 1 235 et 2 921 mètres. Le centre du village est à une altitude de 1 337 m.
Le sommet du pic Carlit, point culminant du département (2 921 mètres), est situé sur la commune.
La commune est classée en zone de sismicité 4, correspondant à une sismicité moyenne.

### Hydrographie
La commune se trouve sur deux bassins versants.
L'Angoustrine sous-affluent de l'Èbre par le Sègre, prend sa source sur la commune.
La Têt, fleuve passant à Perpignan, prend sa source dans la commune et en arrose le nord-est, en traversant le lac des Bouillouses qui est en limite avec Les Angles.
Le lac de Lanoux se trouve aussi sur le territoire communal, au nord-ouest, et ses eaux s'écoulent vers le Carol, autre affluent du Sègre.
Il y a également de nombreux autres petits lacs appelés localement lacs du Carlit, parmi lesquels l'Estany de Castellà ou l'Estany de la Comassa.

### Climat
Pour des articles plus généraux, voir Climat de l'Occitanie et Climat des Pyrénées-Orientales.
En 2010, le climat de la commune est de type climat des marges montargnardes, selon une étude du CNRS s'appuyant sur une série de données couvrant la période 1971-2000. En 2020, Météo-France publie une typologie des climats de la France métropolitaine dans laquelle la commune est exposée à un climat de montagne ou de marges de montagne et est dans la région climatique Pyrénées orientales, caractérisée par une faible pluviométrie, un très bon ensoleillement (2 600 h/an), un air sec, particulièrement en hiver et peu de brouillards.
Pour la période 1971-2000, la température annuelle moyenne est de 8,2 °C, avec une amplitude thermique annuelle de 15,3 °C. Le cumul annuel moyen de précipitations est de 666 mm, avec 6,1 jours de précipitations en janvier et 7 jours en juillet. Pour la période 1991-2020, la température moyenne annuelle observée sur la station météorologique la plus proche, située sur la commune de Formiguères à 19 km à vol d'oiseau, est de 7,6 °C et le cumul annuel moyen de précipitations est de 737,3 mm,. Pour l'avenir, les paramètres climatiques de la commune estimés pour 2050 selon différents scénarios d’émission de gaz à effet de serre sont consultables sur un site dédié publié par Météo-France en novembre 2022.

### Milieux naturels et biodiversité

#### Espaces protégés
La protection réglementaire est le mode d’intervention le plus fort pour préserver des espaces naturels remarquables et leur biodiversité associée,.
Dans ce cadre, la commune fait partie.
Deux espaces protégés sont présents sur la commune : 
- les « Rivières la Carança, la Tet et de Maureillas », objet d'un arrêté de protection de biotope, d'une superficie de 107,3 ha[19] ;
- le parc naturel régional des Pyrénées catalanes, créé en 2004 et d'une superficie de 139 062 ha, qui s'étend sur 66 communes du département. Ce territoire s'étage des fonds maraîchers et fruitiers des vallées de basse altitude aux plus hauts sommets des Pyrénées-Orientales en passant par les grands massifs de garrigue et de forêt méditerranéenne[20],[21].

#### Réseau Natura 2000

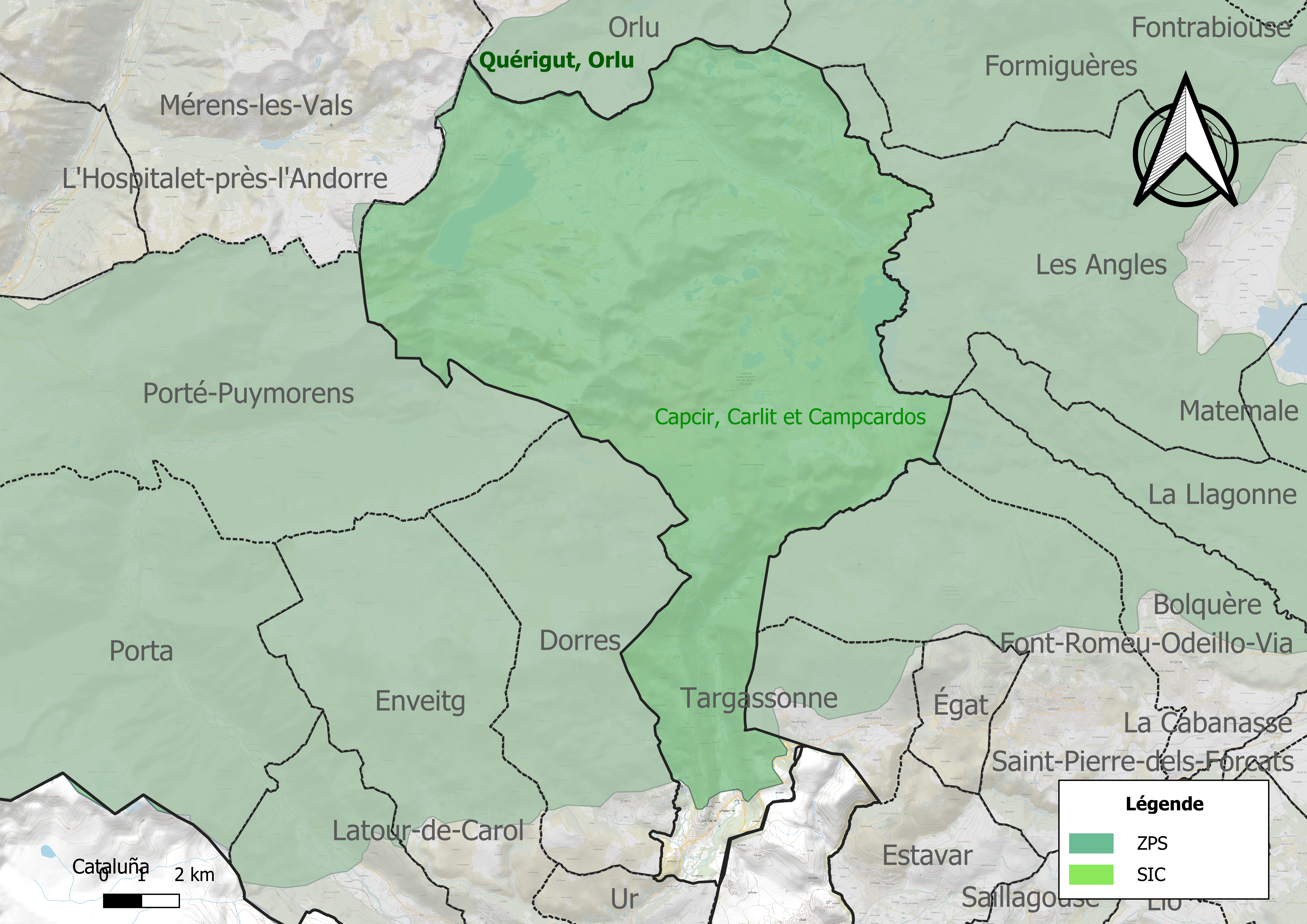
Site Natura 2000 sur le territoire communal.

Le réseau Natura 2000 est un réseau écologique européen de sites naturels d'intérêt écologique élaboré à partir des directives habitats et oiseaux, constitué de zones spéciales de conservation (ZSC) et de zones de protection spéciale (ZPS).
Le site Natura 2000 Capcir-Carlit-Campcardos couvre une superficie de 39 760 ha sur le territoire de quinze communes du département dont celle-ci, à la fois au titre de la directive habitats et de la directive oiseaux. Cette zone présente de nombreux habitats naturels alpins (pelouses, landes) et des milieux rocheux majoritairement siliceux et héberge certaines espèces d'intérêt communautaire : Botrychium simplex, Ligularia sibirica pour les plantes, Desman des Pyrénées et Loche pour les animaux. Au titre de la directive oiseaux, elle recèle une grande diversité d'habitats naturels se traduisant par un patrimoine ornithologique remarquable puisqu'elle accueille la plupart des espèces caractéristiques des zones de montagne, que ce soit parmi les rapaces (Gypaète barbu, Circaète Jean-le-Blanc, aigle royal, Faucon pèlerin), les galliformes (Lagopède, grand Tétras) ou les espèces forestières (Pic noir) et d'autres de milieux plus ouverts,.

#### Zones naturelles d'intérêt écologique, faunistique et floristique
L’inventaire des zones naturelles d'intérêt écologique, faunistique et floristique (ZNIEFF) a pour objectif de réaliser une couverture des zones les plus intéressantes sur le plan écologique, essentiellement dans la perspective d’améliorer la connaissance du patrimoine naturel national et de fournir aux différents décideurs un outil d’aide à la prise en compte de l’environnement dans l’aménagement du territoire.
Douze ZNIEFF de type 1 sont recensées sur la commune :
- le « chaos granitique de Targasonne » (86 ha), couvrant 2 communes du département[26] ;
- les « chaos granitiques et mouillères de la Coma Armada » (61 ha), couvrant 2 communes du département[27] ;
- l'« étang du Racou de la Grave » (52 ha)[28] ;
- la « forêt de Llivia et ruisseau de la Têt » (992 ha), couvrant 5 communes du département[29] ;
- la « Haute vallée de la Grave » (227 ha)[30] ;
- le « ruisseau de l'Angoustrine et ses prairies humides » (137 ha), couvrant 3 communes du département[31] ;
- le « système lacustre du Carlit » (657 ha)[32] ;
- la « vallée de la Têt en Amont des Bouillouses » (88 ha), couvrant 2 communes du département[33] ;
- la « vallée du Lanoux » (2 067 ha), couvrant 3 communes du département[34] ;
- la « vallée et bassin versant de l'Oriège » (8 938 ha), couvrant 9 communes dont six dans l'Ariège et trois dans les Pyrénées-Orientales[35] ;
- le « vallon de la Llosa » (310 ha)[36] ;
- le « versant en rive droite de la haute vallée de l'Ariège » (6 237 ha), couvrant 7 communes dont cinq dans l'Ariège et deux dans les Pyrénées-Orientales[37] ;

et cinq ZNIEFF de type 2, : 
- le « bassin versant de l'Oriège et montagnes orientales d'Ax-les-Thermes » (18 551 ha), couvrant 25 communes dont 18 dans l'Ariège, quatre dans l'Aude et trois dans les Pyrénées-Orientales[38] ;
- la « forêt de pins à crochets de la périphérie du Capcir » (13 788 ha), couvrant 12 communes du département[39] ;
- le « massif de l'Aston et haute vallée de l'Ariège » (38 862 ha), couvrant 24 communes dont 22 dans l'Ariège et deux dans les Pyrénées-Orientales[40];
- le « massif du Carlit » (11 838 ha), couvrant 7 communes du département[41];
- le « Serrat des Loups » (9 330 ha), couvrant 9 communes du département[42];

Carte des ZNIEFF de type 1 et 2 à Angoustrine-Villeneuve-des-Escaldes.
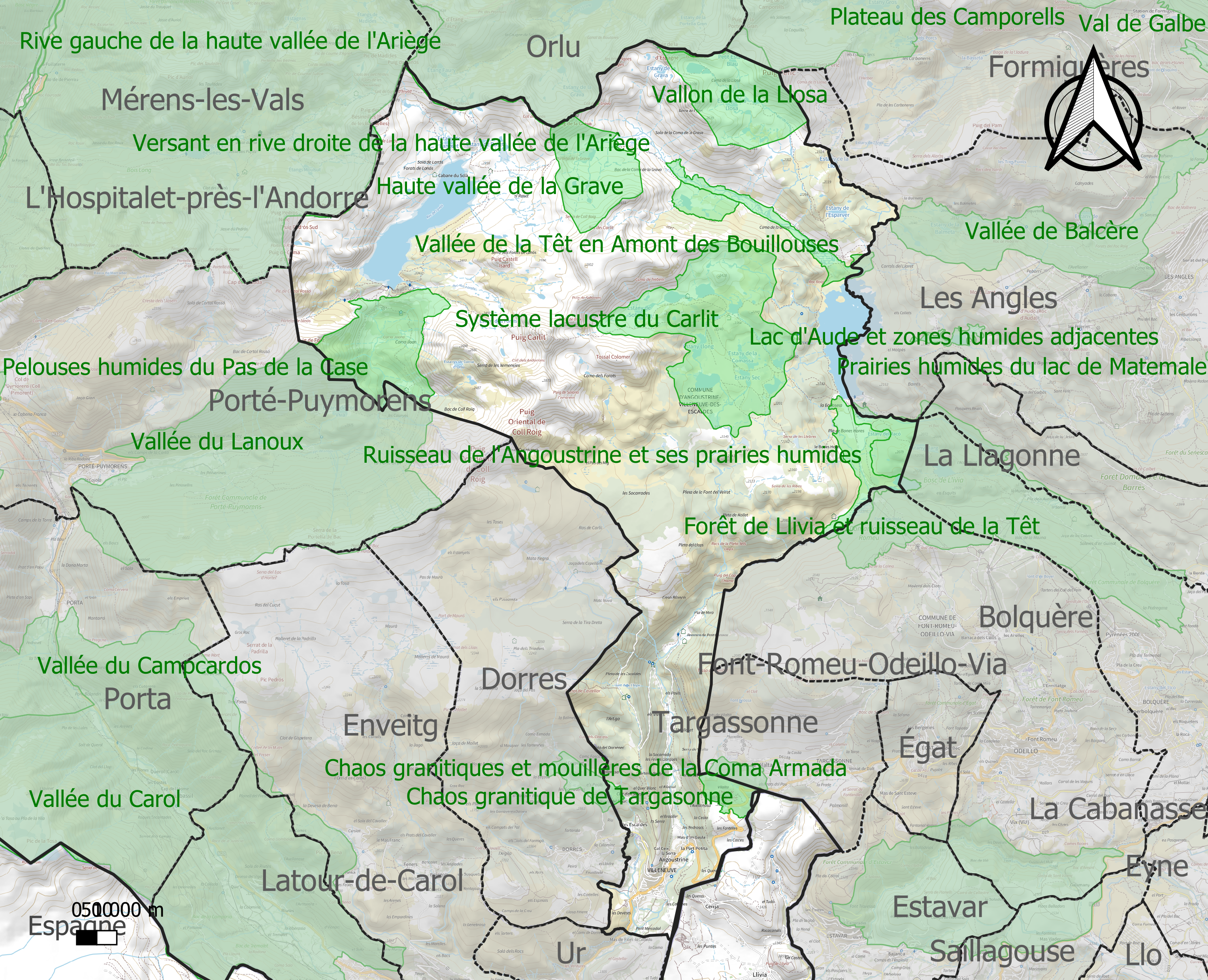
Carte des ZNIEFF de type 1 sur la commune.
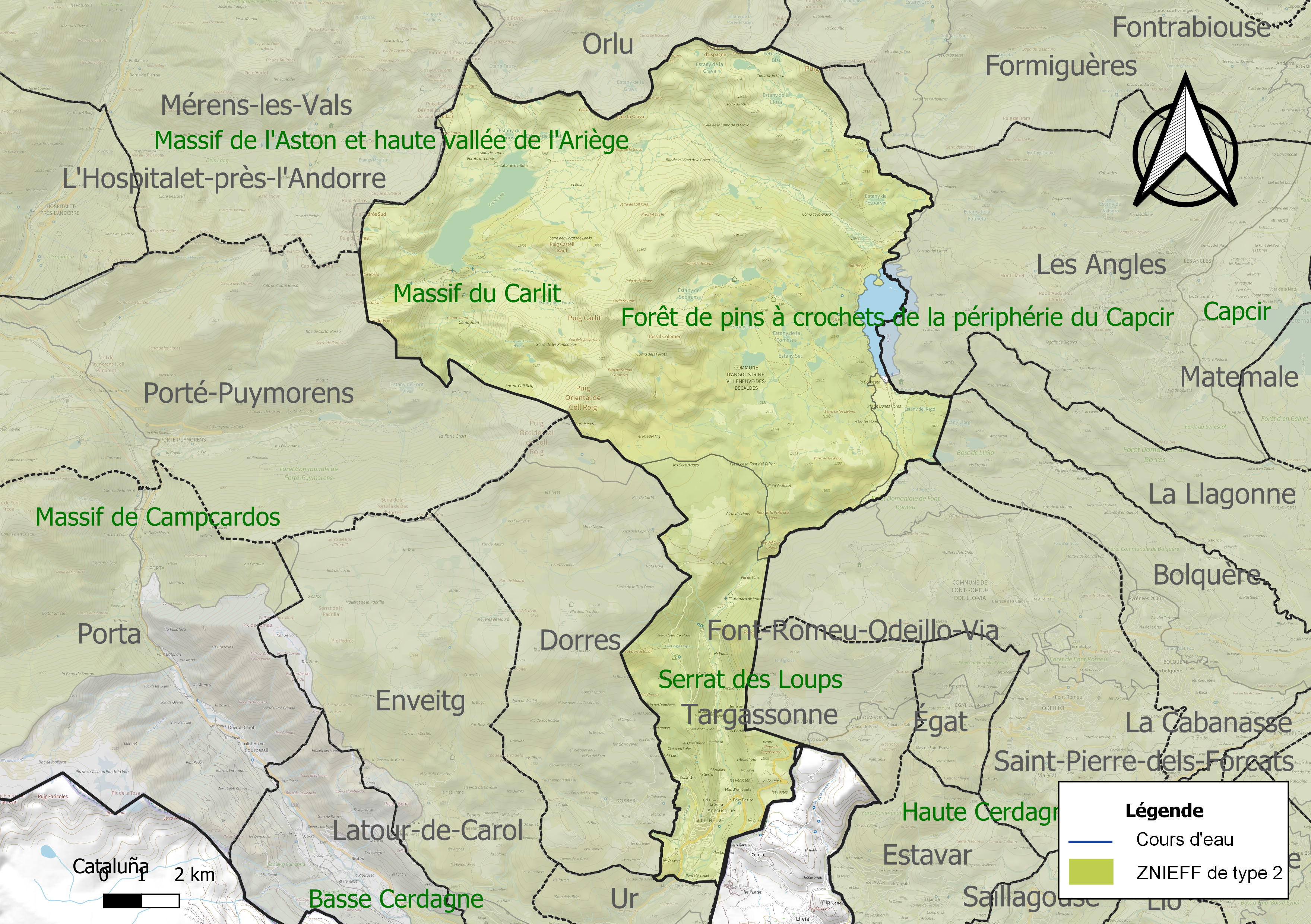
Carte des ZNIEFF de type 2 sur la commune.

## Urbanisme

### Typologie
Au 1er janvier 2024, Angoustrine-Villeneuve-des-Escaldes est catégorisée commune rurale à habitat dispersé, selon la nouvelle grille communale de densité à sept niveaux définie par l'Insee en 2022.
Elle est située hors unité urbaine et hors attraction des villes,.

### Occupation des sols
L'occupation des sols de la commune, telle qu'elle ressort de la base de données européenne d’occupation biophysique des sols Corine Land Cover (CLC), est marquée par l'importance des forêts et milieux semi-naturels (91,2 % en 2018), une proportion sensiblement équivalente à celle de 1990 (90,6 %). La répartition détaillée en 2018 est la suivante : 
espaces ouverts, sans ou avec peu de végétation (46,4 %), milieux à végétation arbustive et/ou herbacée (38,8 %), forêts (6 %), eaux continentales (3,4 %), zones agricoles hétérogènes (2,7 %), zones humides intérieures (1,3 %), prairies (0,7 %), zones urbanisées (0,6 %). L'évolution de l’occupation des sols de la commune et de ses infrastructures peut être observée sur les différentes représentations cartographiques du territoire : la carte de Cassini (XVIIIe siècle), la carte d'état-major (1820-1866) et les cartes ou photos aériennes de l'IGN pour la période actuelle (1950 à aujourd'hui).

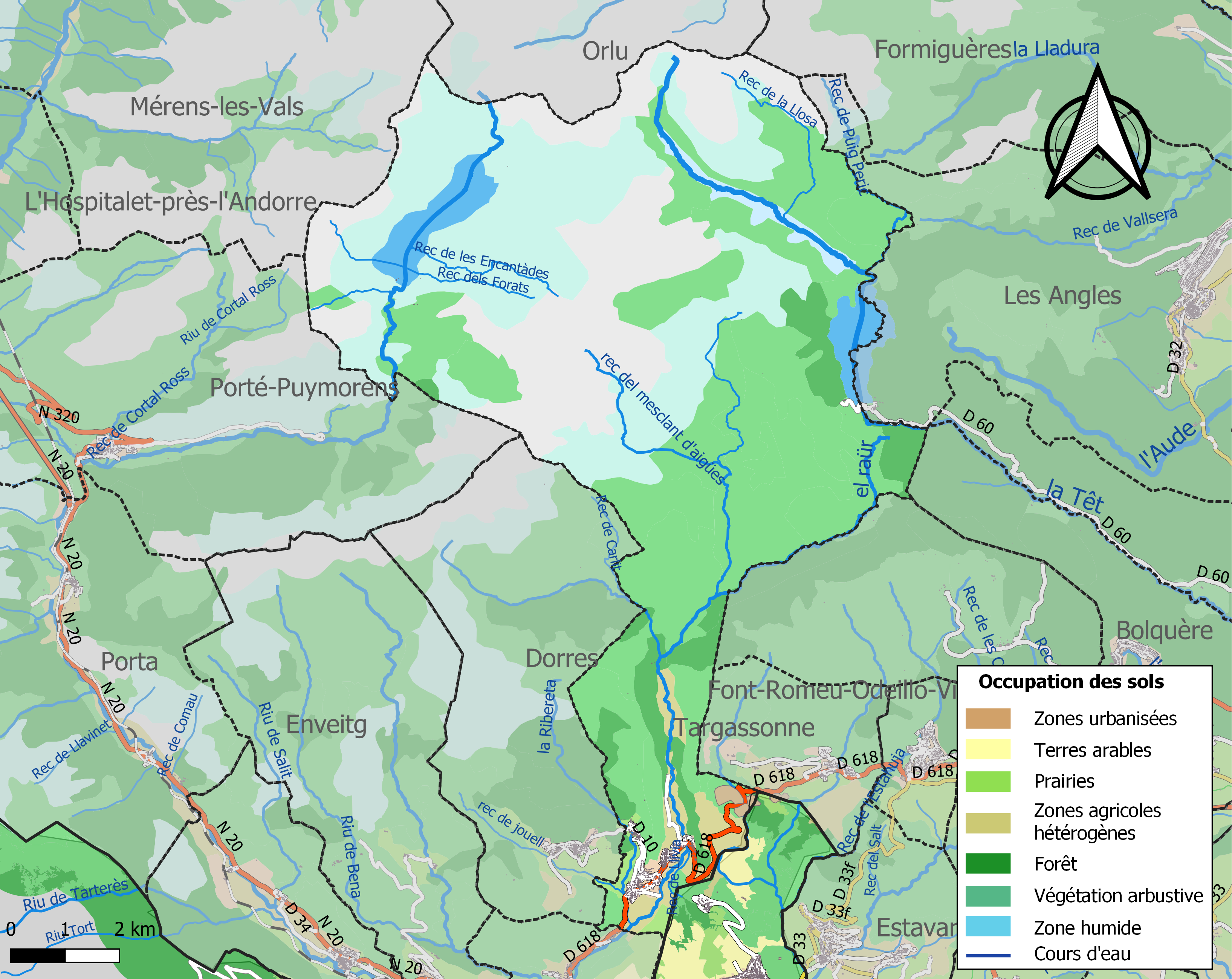
Carte des infrastructures et de l'occupation des sols de la commune en 2018 (CLC).

### Voies de communication et transports
La commune est traversée par la D 618 reliant Ur (route nationale 20) et Font-Romeu puis Mont-Louis (route nationale 116).
La ligne 560 du réseau régional liO relie la commune à la gare de Perpignan depuis Porté-Puymorens.

### Risques majeurs
Le territoire de la commune d'Angoustrine-Villeneuve-des-Escaldes est vulnérable à différents aléas naturels : inondations, climatiques (grand froid ou canicule), feux de forêts, mouvements de terrains, avalanche  et séisme (sismicité moyenne). Il est également exposé à un risque technologique, la rupture d'un barrage, et à un risque particulier, le risque radon,.

#### Risques naturels
Certaines parties du territoire communal sont susceptibles d’être affectées par le risque d’inondation par crue torrentielle de cours d'eau des bassins du Sègre et de la Têt.
Les mouvements de terrains susceptibles de se produire sur la commune sont soit des mouvements liés au retrait-gonflement des argiles, soit des glissements de terrains, soit des chutes de blocs. Une cartographie nationale de l'aléa retrait-gonflement des argiles permet de connaître les sols argileux ou marneux susceptibles vis-à-vis de ce phénomène.

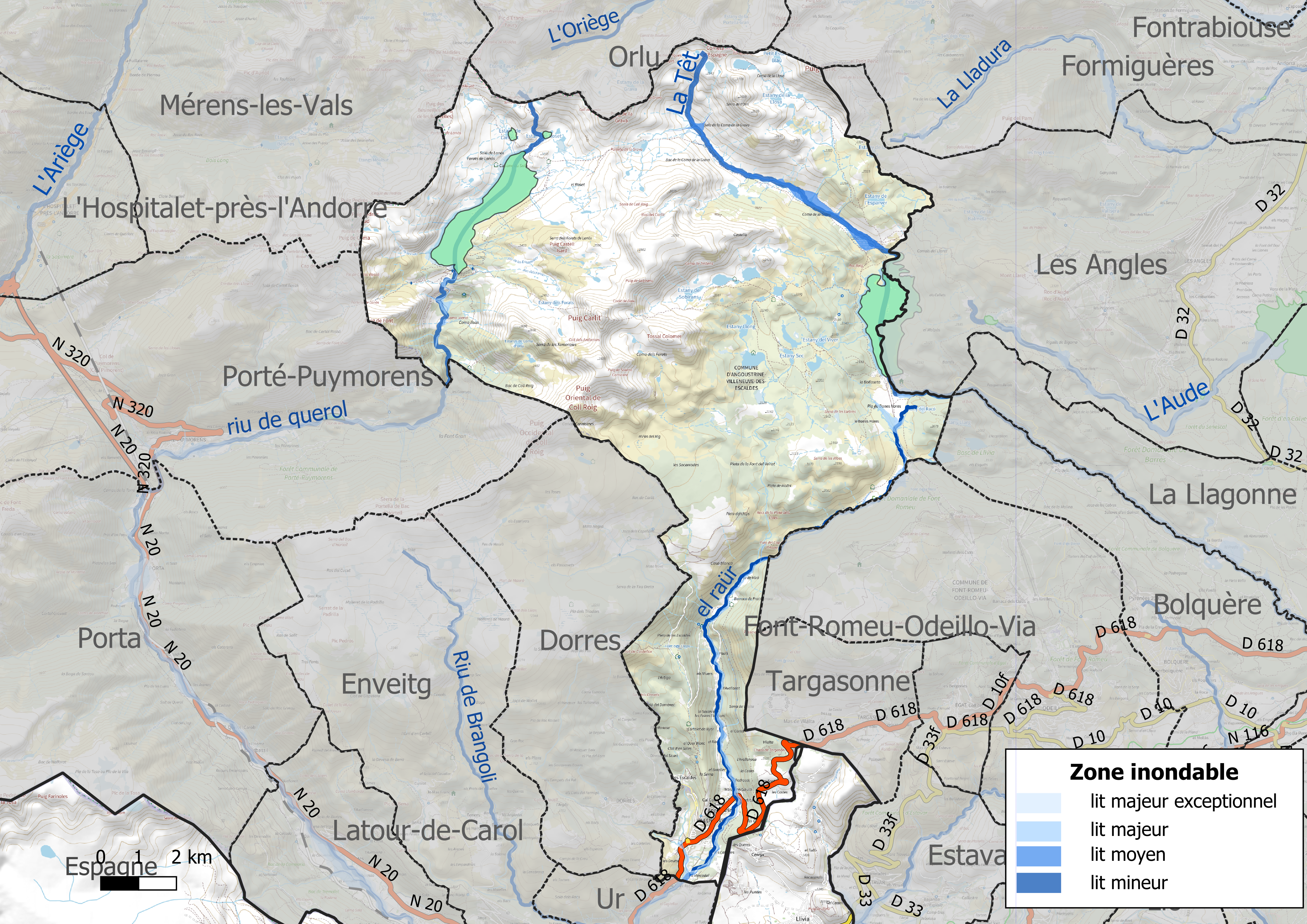
Carte des zones inondables.
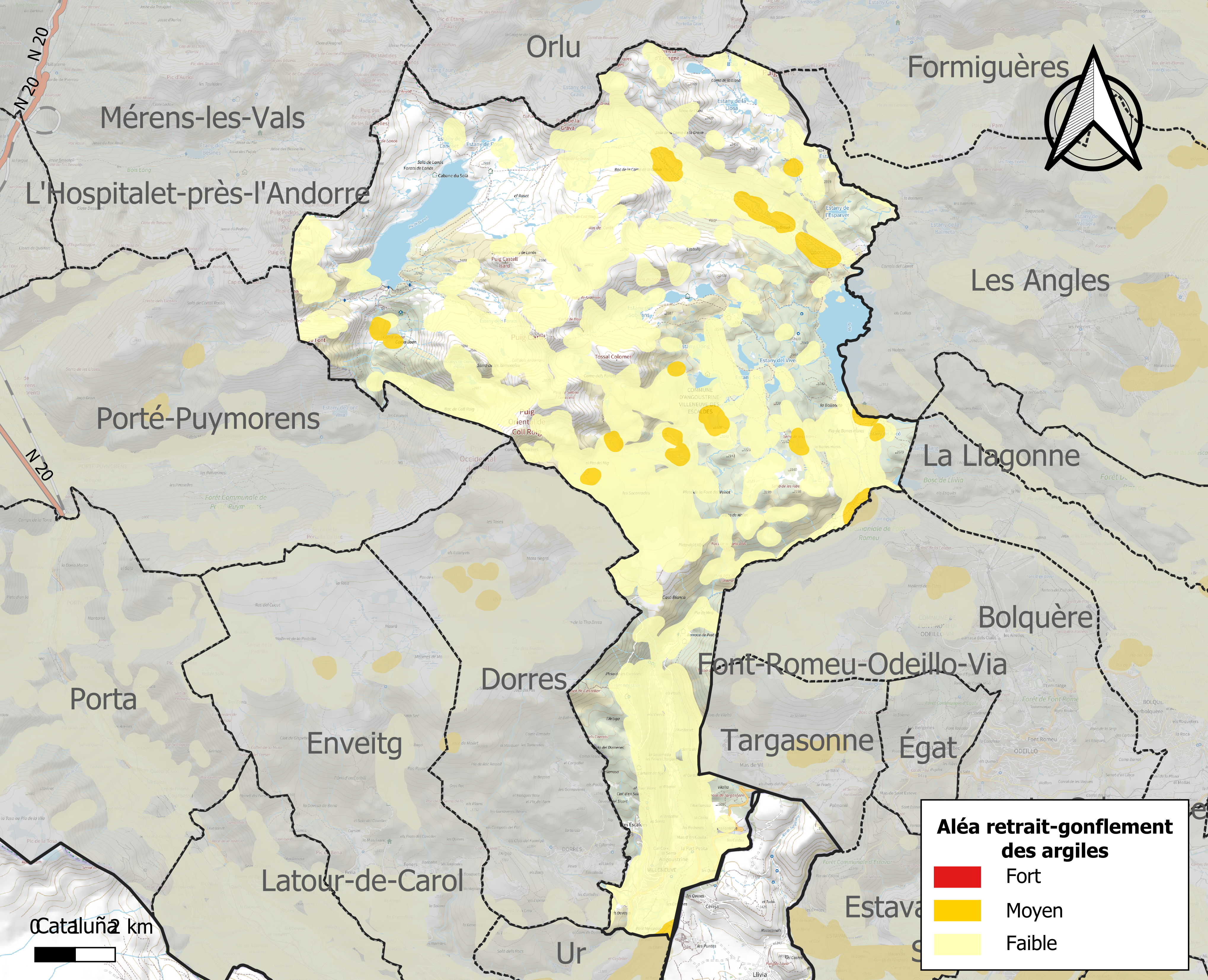
Carte des zones d'aléa retrait-gonflement des argiles.

#### Risques technologiques
Dans le département des Pyrénées-Orientales, on dénombre sept grands barrages susceptibles d’occasionner des dégâts en cas de rupture. La commune fait partie des 66 communes susceptibles d’être touchées par l’onde de submersion consécutive à la rupture d’un de ces barrages, les barrages des Bouillouses sur la Têt ou de Lanoux sur le ruisseau de Font Vive.

#### Risque particulier
Dans plusieurs parties du territoire national, le radon, accumulé dans certains logements ou autres locaux, peut constituer une source significative d’exposition de la population aux rayonnements ionisants. Toutes les communes du département sont concernées par le risque radon à un niveau plus ou moins élevé. Selon la classification de 2018, la commune d'Angoustrine-Villeneuve-des-Escaldes est classée en zone 3, à savoir zone à potentiel radon significatif.

## Toponymie
En catalan, le nom de la commune est Angostrina i Vilanova de les Escaldes.
Angoustrine est citée pour la première fois, en tant que paroisse, en 839 (parrochia Angustrina). En 1801, le Bulletin des lois cite la commune sous le nom d'Angustrina.
Villeneuve-des-Escaldes est citée pour la première fois en 925 (Villanova).
La commune est issue de la fusion des communes d'Angoustrine et Villeneuve-des-Escaldes en 1973.

## Histoire
Avant 1973 : 
Par arrêté préfectoral du 19 février 1973, la commune de Villeneuve-des-Escaldes est rattachée à celle d'Angoustrine pour former la nouvelle commune d'Angoustrine-Villeneuve-des-Escaldes.

## Politique et administration

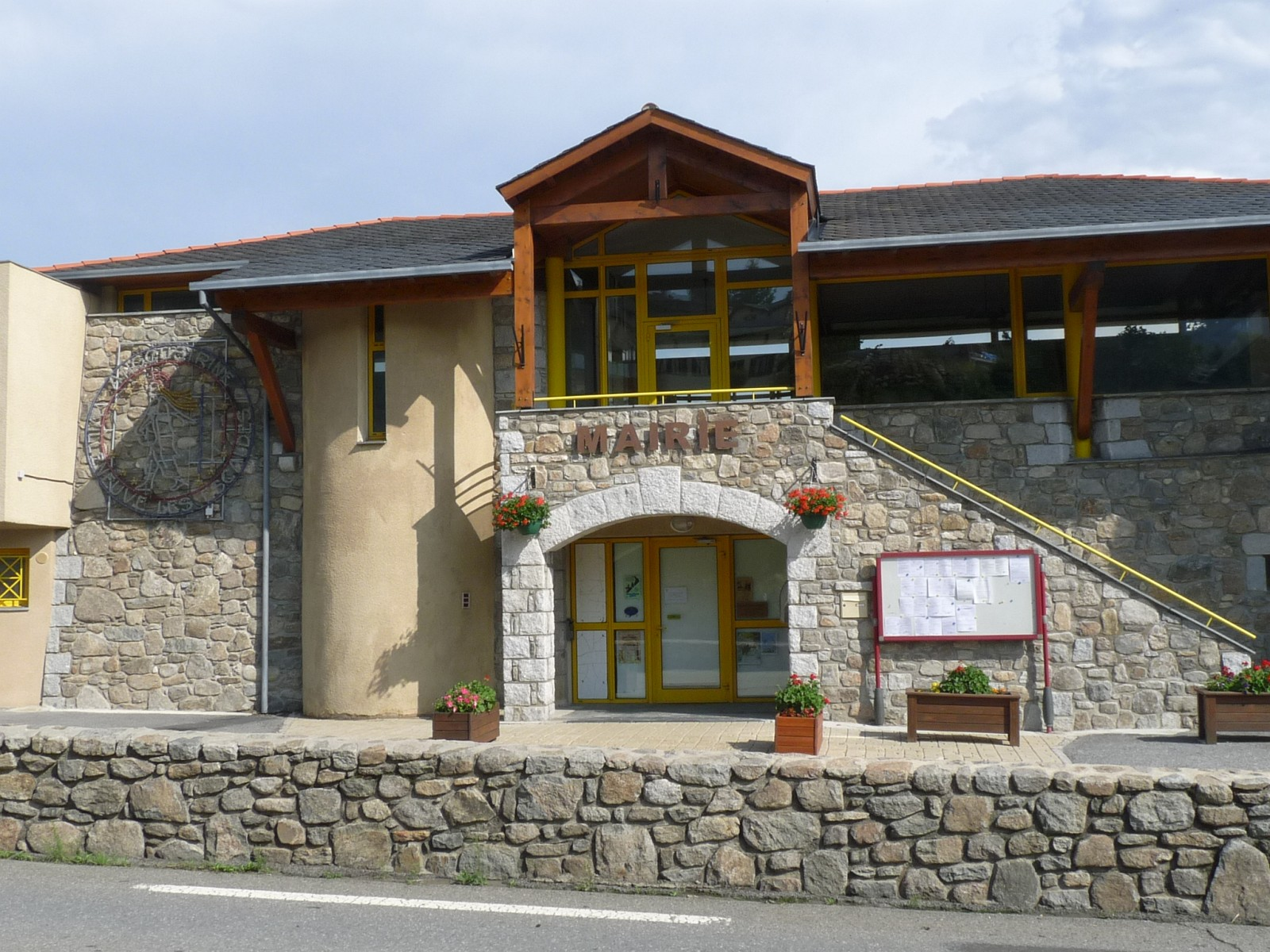
La mairie, située à Villeneuve-des-Escaldes.

### Canton
En 1790, la commune d'Angoustrine devient le chef-lieu du canton d'Angoustrine, dont fait alors également partie la commune de Villeneuve-des-Escaldes. Ce canton est dissous vers 1793 et les deux communes rejoignent le canton d'Ur. Dissous lui aussi en 1801, elles sont alors rattachées au canton de Saillagouse qu'elles ne quittent plus par la suite, y compris après la fusion des deux communes,. À compter des élections départementales de 2015, la commune d'Angoustrine-Villeneuve-des-Escaldes rejoint le nouveau canton des Pyrénées catalanes.

### Liste des maires
| Période | Période  | Identité                       | Étiquette | Qualité                                |
| ------- | -------- | ------------------------------ | --------- | -------------------------------------- |
| 1973    | 1989     | Louis Clerc                    |           |                                        |
| 1989    | 1995     | Jacques de Maury               |           |                                        |
| 1995    | En cours | Hélène Josende réélue en 2008, | DVD       | Conseillère départementale (2015-2021) |

Avant 1973 : 

## Population et société

### Démographie
L'évolution du nombre d'habitants est connue à travers les recensements de la population effectués dans la commune depuis 1793. Pour les communes de moins de 10 000 habitants, une enquête de recensement portant sur toute la population est réalisée tous les cinq ans, les populations de référence des années intermédiaires étant quant à elles estimées par interpolation ou extrapolation. Pour la commune, le premier recensement exhaustif entrant dans le cadre du nouveau dispositif a été réalisé en 2008.

En 2022, la commune comptait 548 habitants, en évolution de −16,08 % par rapport à 2016 (Pyrénées-Orientales : +3,92 %, France hors Mayotte : +2,11 %).
| 1793 | 1800 | 1806 | 1821 | 1831 | 1836 | 1841 | 1846 | 1851 |
| ---- | ---- | ---- | ---- | ---- | ---- | ---- | ---- | ---- |
| 416  | 219  | 394  | 430  | 468  | 506  | 490  | 514  | 487  |

| 1856 | 1861 | 1866 | 1872 | 1876 | 1881 | 1886 | 1891 | 1896 |
| ---- | ---- | ---- | ---- | ---- | ---- | ---- | ---- | ---- |
| 454  | 464  | 448  | 488  | 518  | 458  | 412  | 414  | 420  |

| 1901 | 1906 | 1911 | 1921 | 1926 | 1931 | 1936 | 1946 | 1954 |
| ---- | ---- | ---- | ---- | ---- | ---- | ---- | ---- | ---- |
| 403  | 410  | 393  | 285  | 340  | 375  | 355  | 295  | 261  |

| 1962 | 1968 | 1975 | 1982 | 1990 | 1999 | 2006 | 2008 | 2013 |
| ---- | ---- | ---- | ---- | ---- | ---- | ---- | ---- | ---- |
| 223  | 218  | 573  | 556  | 600  | 549  | 632  | 643  | 714  |

| 2018 | 2022 | - | - | - | - | - | - | - |
| ---- | ---- | - | - | - | - | - | - | - |
| 562  | 548  | - | - | - | - | - | - | - |

Avant 1975, la population recensée ne concerne que la commune d'Angoustrine.
| selon la population municipale des années : | 1968 | 1975 | 1982 | 1990 | 1999 | 2006 | 2009 | 2013 |
| Rang de la commune dans le département      | 146  | 84   | 94   | 89   | 99   | 96   | 99   | 95   |
| Nombre de communes du département           | 232  | 217  | 220  | 225  | 226  | 226  | 226  | 226  |

### Enseignement
L'école est un regroupement pédagogique intercommunal entre Angoustrine et Dorres. Angoustrine accueille l'école primaire de la maternelle au CE2, et Dorres l'école élémentaire avec le CM1 et CM2. L'école communale Louis-Clerc est située à Angoustrine à l'ancienne mairie.
Le secteur du collège est Bourg-Madame.
La garderie des Escaldes a été fermée en 2012.

### Manifestations culturelles et festivités
- Fête patronale d'Angoustrine : 30 novembre et 1er décembre[67] ;
- Fête communale d'Angoustrine : Fête-Dieu[67] ;
- Fête patronale et communale de Villeneuve-des-Escaldes : 17 novembre[67].

### Santé
Les sources d'eaux chaudes sulfurées des Escaldes sont connues depuis l'Antiquité et sont exploitées par un établissement thermal pour le traitement des rhumatismes et des affections des voies respiratoires.

### Sports

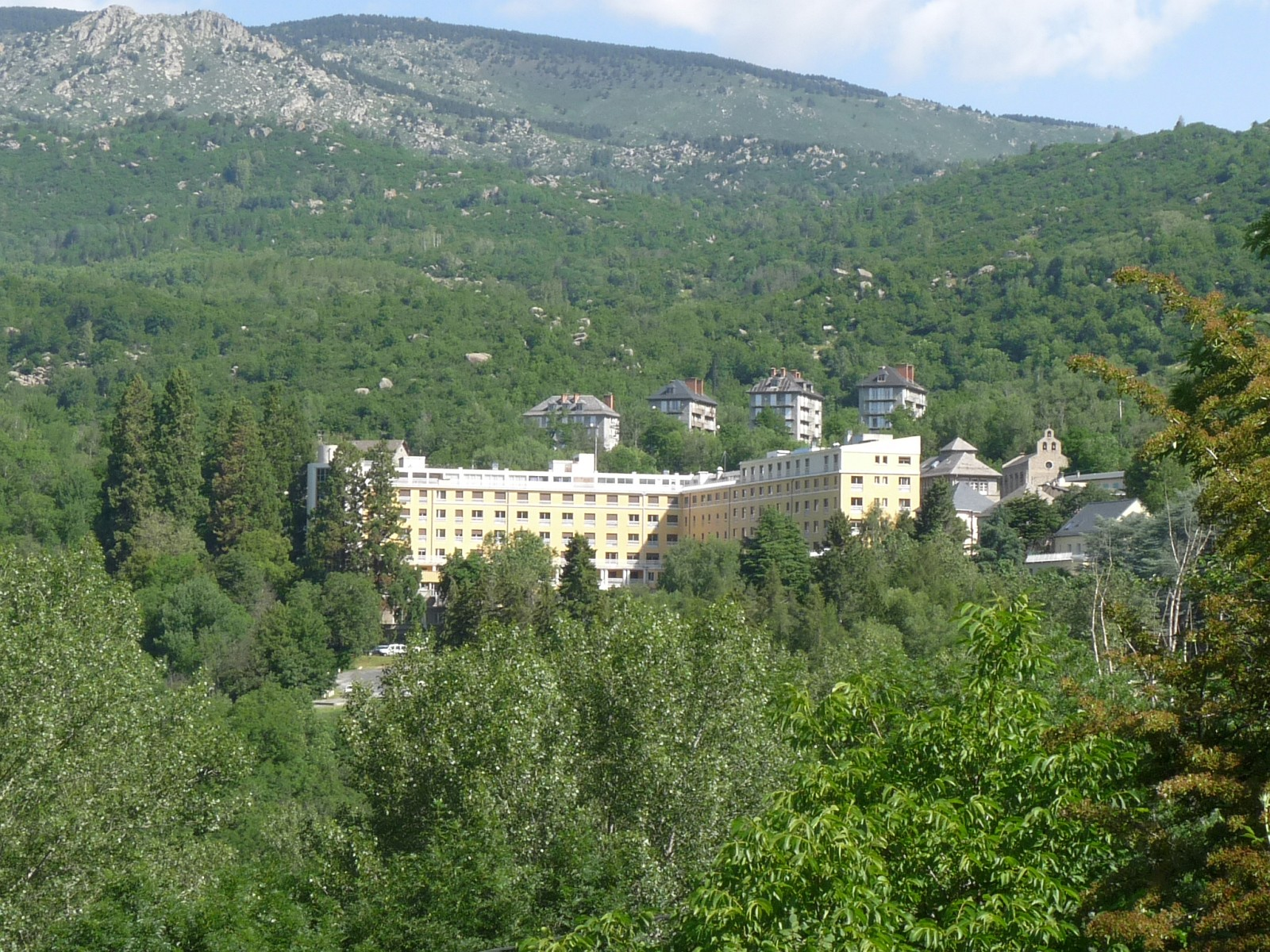
Centre de rééducation des Escaldes.
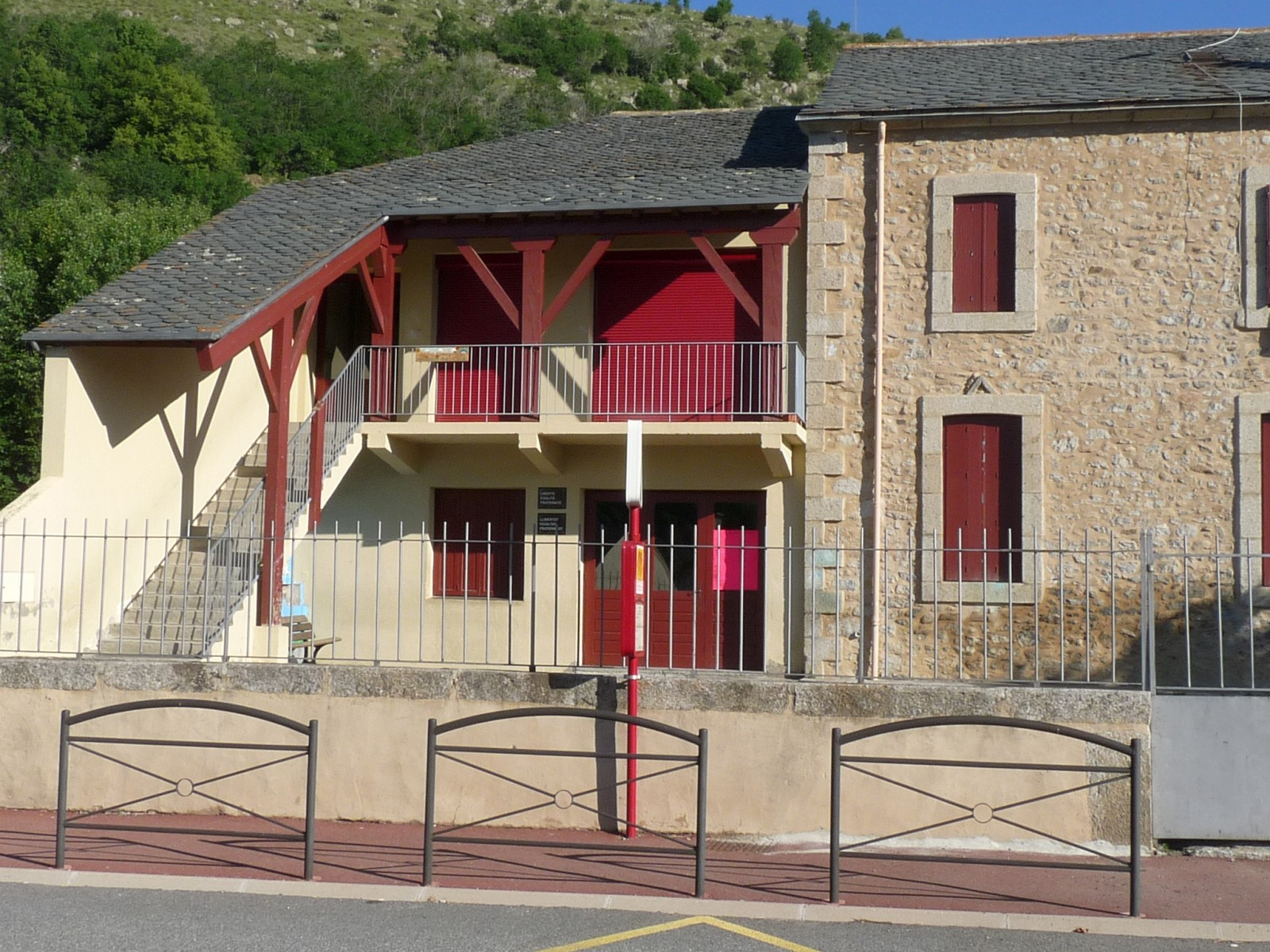
L'école.
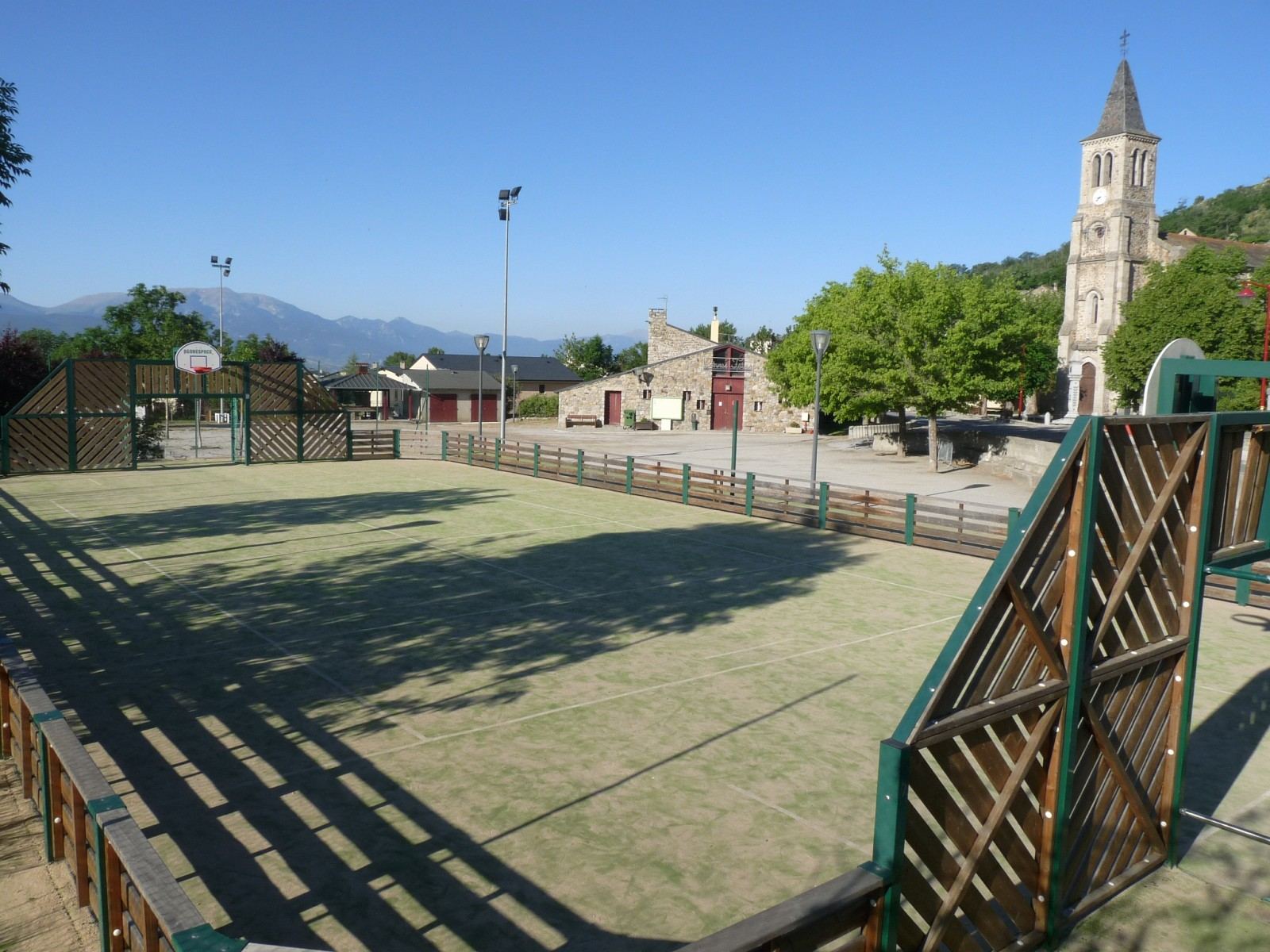
Terrain de sport, à Angoustrine.

## Économie

### Revenus
En 2018, la commune compte 217 ménages fiscaux, regroupant 496 personnes. La médiane du revenu disponible par unité de consommation est de 21 140 € (19 350 € dans le département).

### Emploi
|                | 2008   | 2013   | 2018   |
| -------------- | ------ | ------ | ------ |
| Commune        | 3,5 %  | 5,3 %  | 3,1 %  |
| Département    | 10,3 % | 12,9 % | 13,3 % |
| France entière | 8,3 %  | 10 %   | 10 %   |

En 2018, la population âgée de 15 à 64 ans s'élève à 351 personnes, parmi lesquelles on compte 74,1 % d'actifs (70,9 % ayant un emploi et 3,1 % de chômeurs) et 25,9 % d'inactifs,. Depuis 2008, le taux de chômage communal (au sens du recensement) des 15-64 ans est inférieur à celui de la France et du département.
La commune est hors attraction des villes,. Elle compte 65 emplois en 2018, contre 197 en 2013 et 297 en 2008. Le nombre d'actifs ayant un emploi résidant dans la commune est de 254, soit un indicateur de concentration d'emploi de 25,5 % et un taux d'activité parmi les 15 ans ou plus de 58,6 %.
Sur ces 254 actifs de 15 ans ou plus ayant un emploi, 47 travaillent dans la commune, soit 19 % des habitants. Pour se rendre au travail, 89,8 % des habitants utilisent un véhicule personnel ou de fonction à quatre roues, 1,2 % les transports en commun, 4,8 % s'y rendent en deux-roues, à vélo ou à pied et 4,3 % n'ont pas besoin de transport (travail au domicile).

### Tourisme
- Hôtel Bones Hores, au lac des Bouillouses.

## Culture locale et patrimoine

### Lieux et monuments
- La chapelle Saint-Martin d'Envalls, petite chapelle isolée au fond de la vallée d'Angoustrine. L'édifice a été inscrit au titre des monuments historiques en 1996[68].
- L'ancienne église Saint-André d'Angoustrine, de style roman du XIIe siècle. L'édifice a été classé au titre des monuments historiques en 1954[69]. De nombreux objets sont référencés dans la base Palissy (voir les notices liées)[69].
- L'église paroissiale Saint-André d'Angoustrine, du XIXe siècle.
- L'église Saint-Assiscle et Sainte-Victoire de Villeneuve-des-Escaldes. L'édifice a été inscrit au titre des monuments historiques en 1983[70].
- La chapelle Notre-Dame-des-Grâces des Escaldes, près du centre médico-thermal de rééducation.

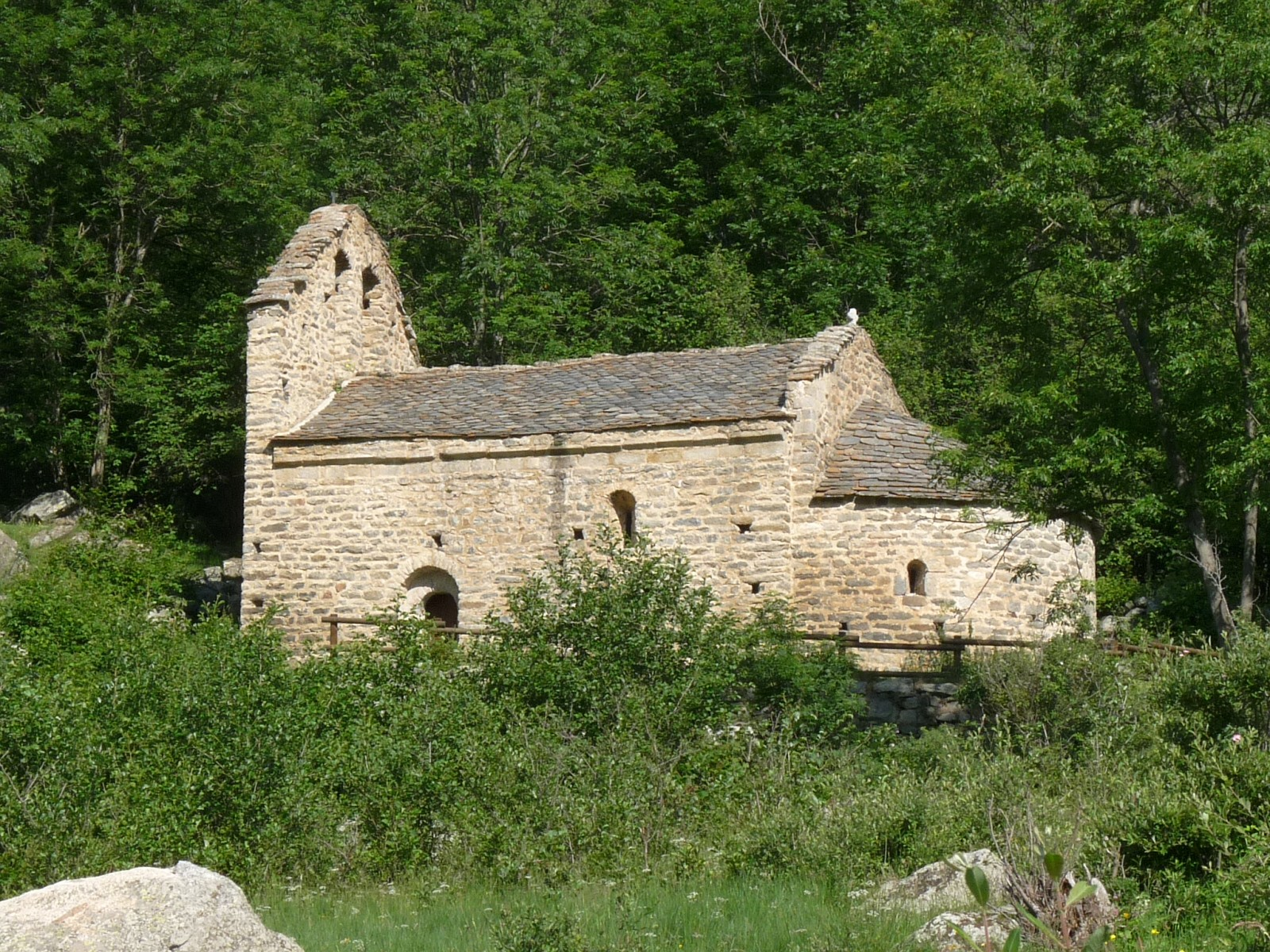
Chapelle Saint-Martin d'Envalls.
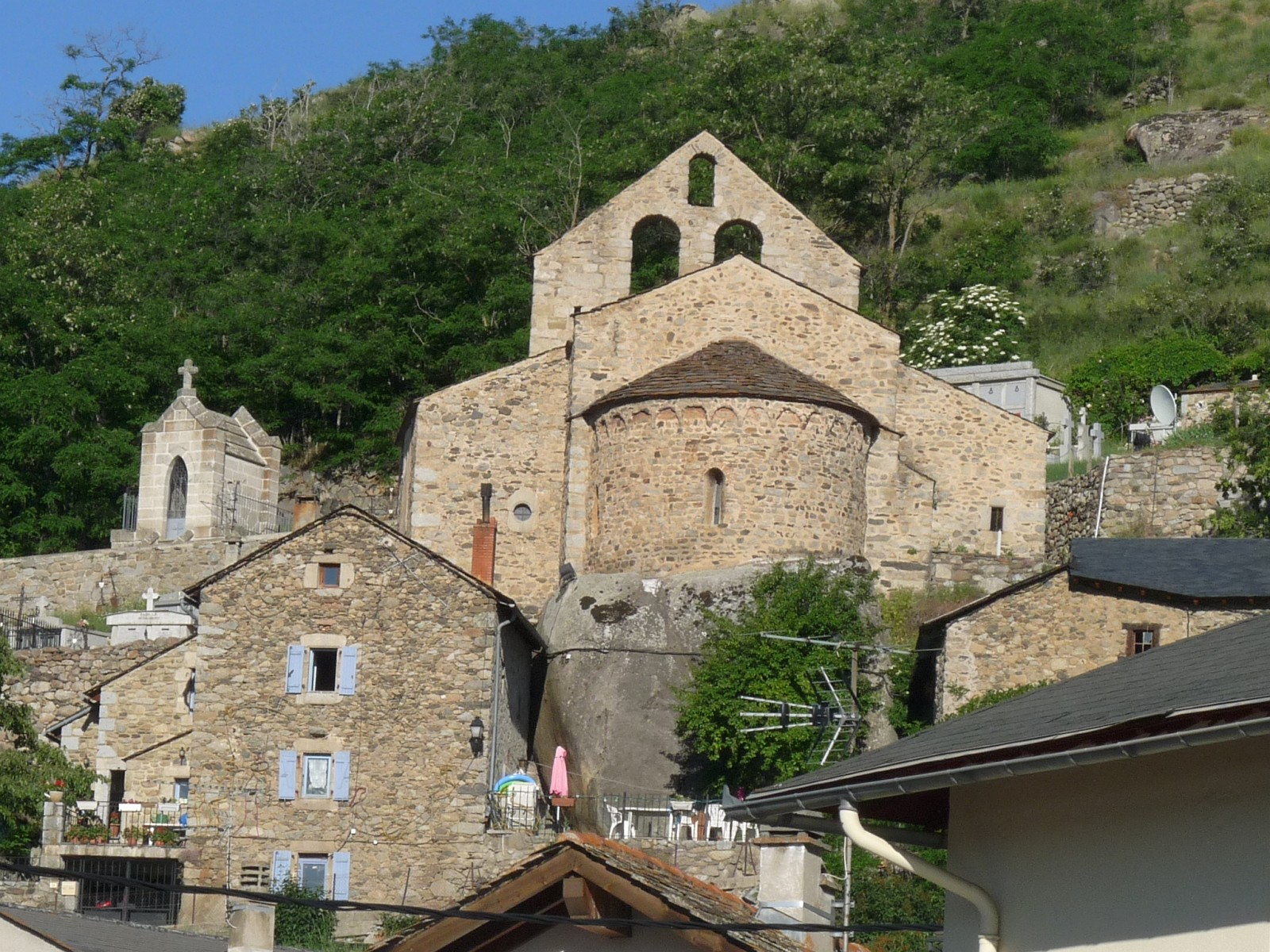
L'ancienne église romane Saint-André.
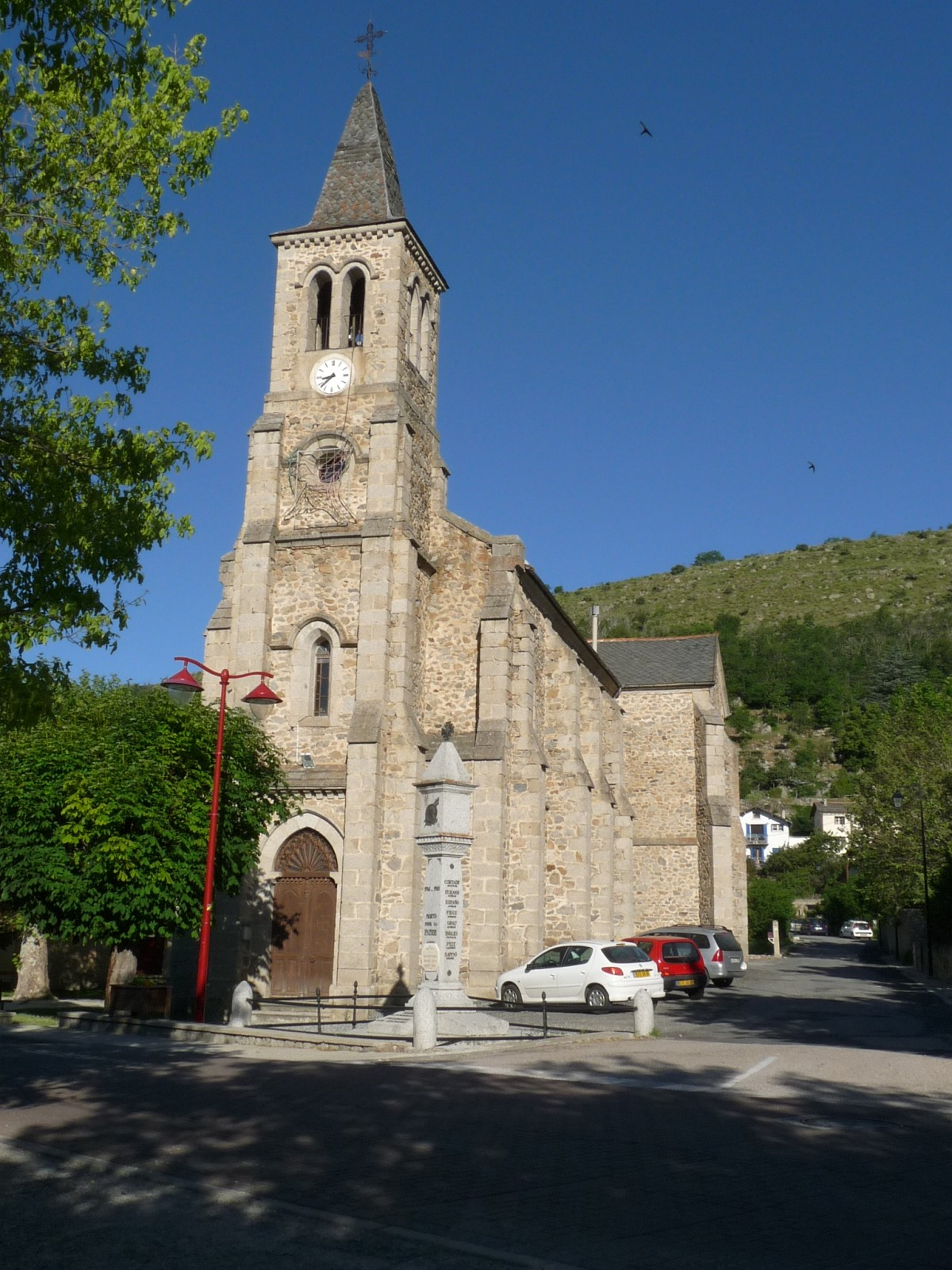
L'église paroissiale Saint-André.
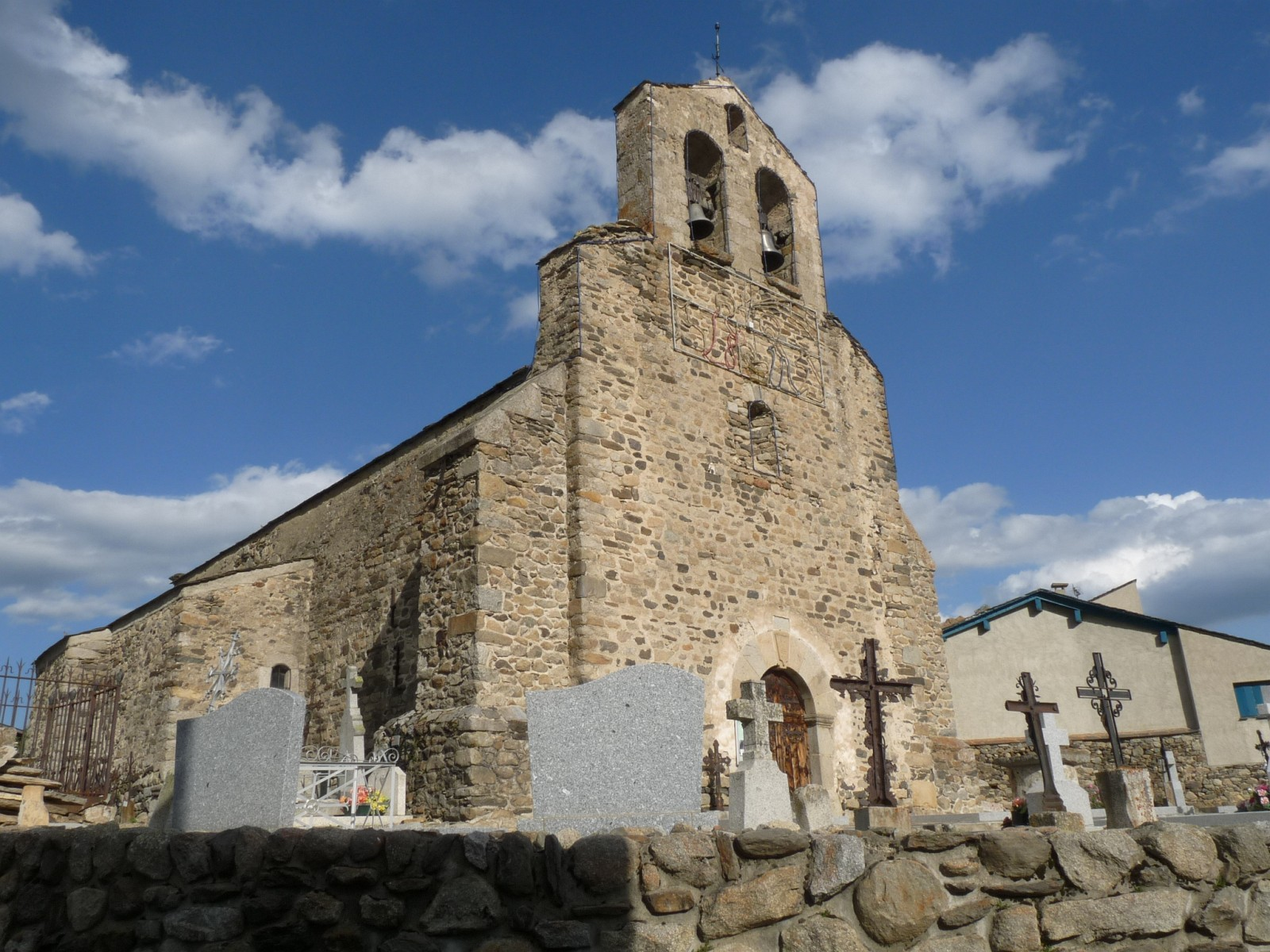
Église Saint-Assiscle et Sainte-Victoire de Villeneuve-des-Escaldes
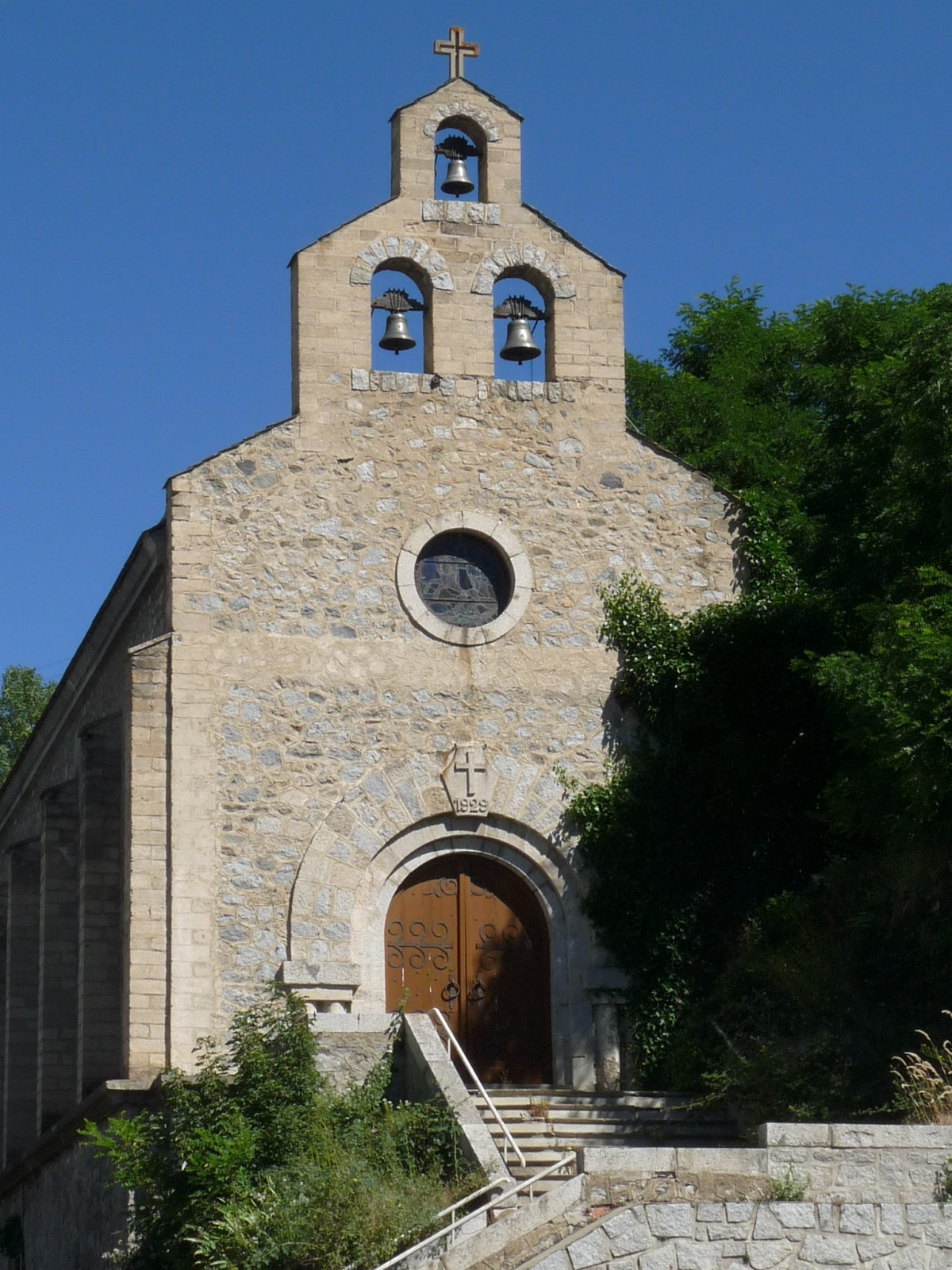
Chapelle Notre-Dame-des-Grâces des Escaldes

### Patrimoine environnemental
- Le pic Carlit.
- Les lacs des Bouillouses et du Carlit.
- Le col de la Coume d'Agnel (2 470 m) permet de se rendre dans la Haute vallée de l'Ariège par le sentier de grande randonnée 10.
- La Portella d'Orlu (2 403 m) permet de se rendre dans la vallée d'Orlu par le sentier de grande randonnée 7.

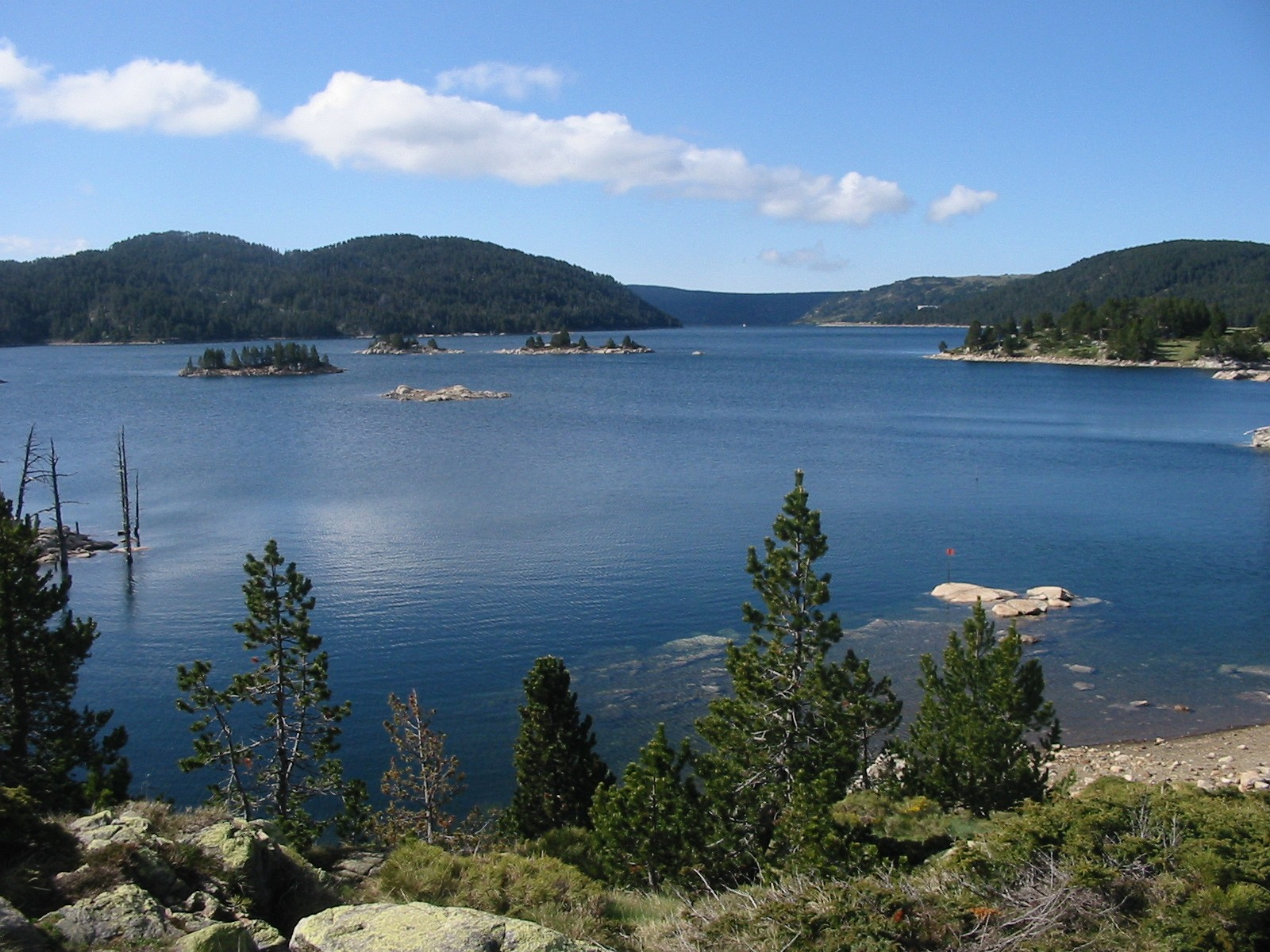
Le lac des Bouillouses.
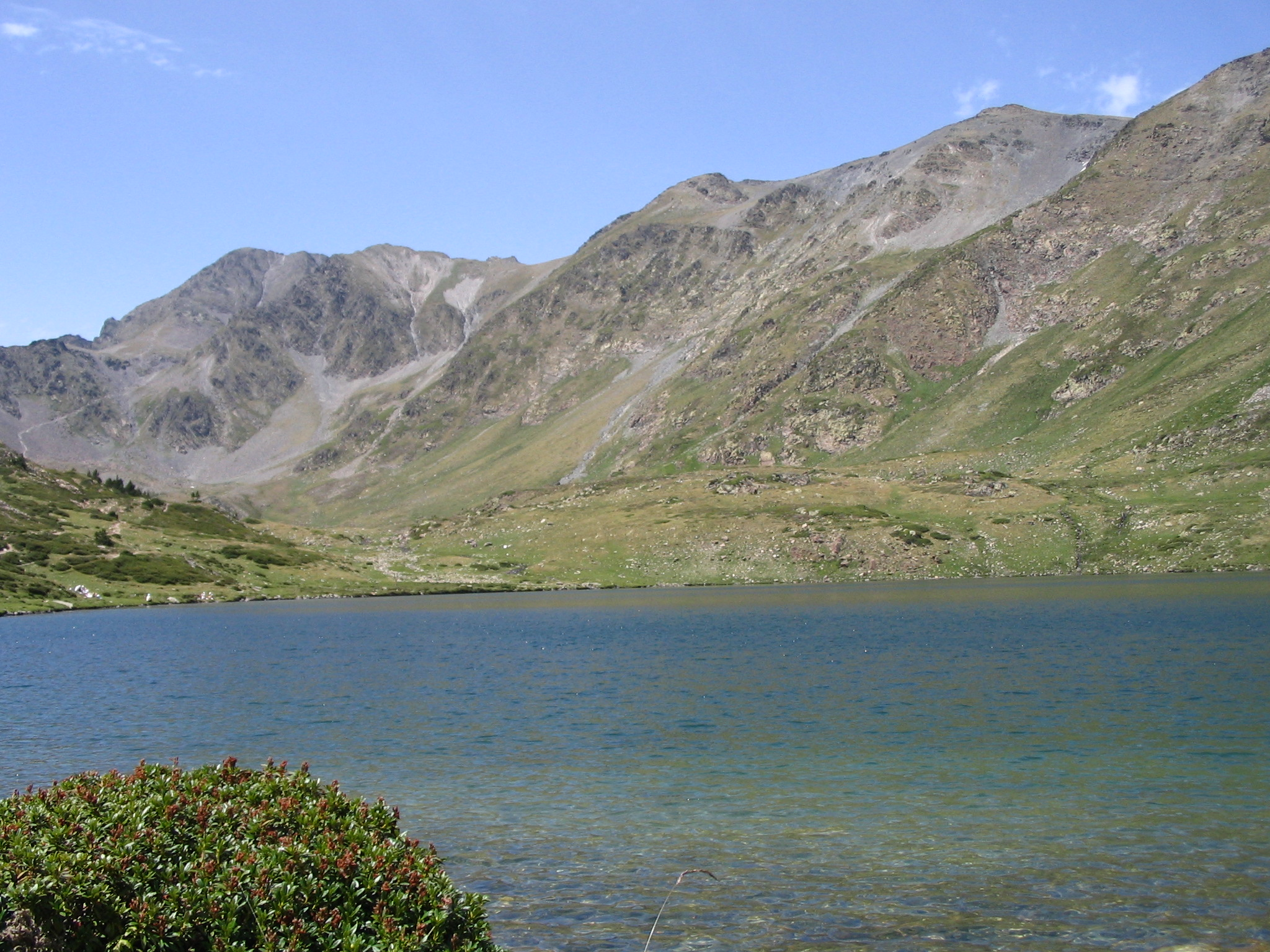
Le lac de Castellà et le pic Carlit à gauche.
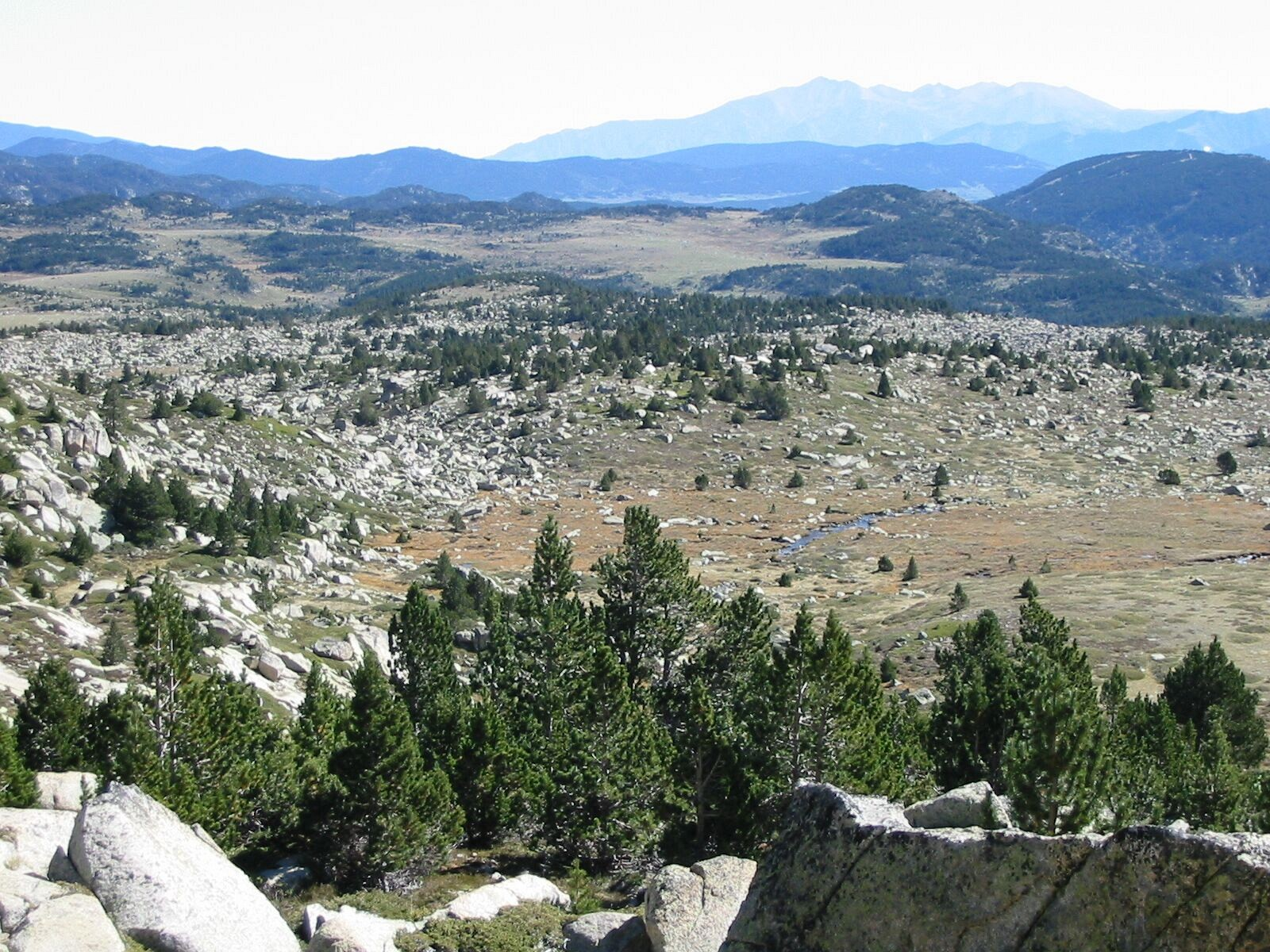
Le désert du Carlit avec le Canigou au fond.
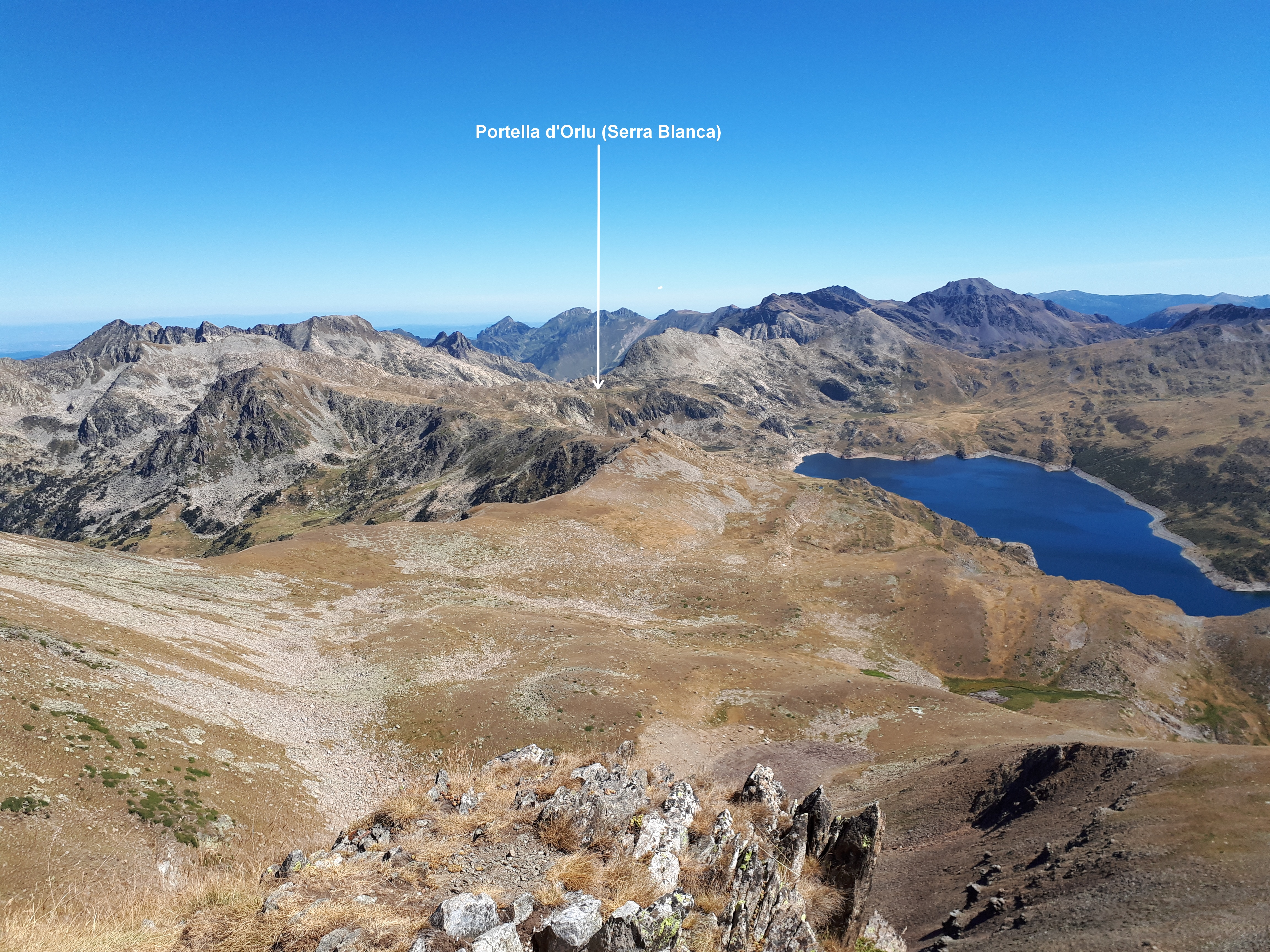
La Portella d'Orlu.

### Personnalités liées à la commune
- Henri Clamens (1905-1937) : peintre orientaliste mort aux Escaldes.